# Bibliothèque de l'Arsenal
La bibliothèque de l'Arsenal di Parigi, che si trova nel IV arrondissement (rue Sully 1), era in origine la collezione libraria di Antoine-René de Voyer de Paulmy d'Argenson, che possedeva una ricca collezione di manoscritti medievali e stampe. Si trova nell'antico Arsenale di Parigi.

## Storia
L'Arsenale, fondato nel XVI secolo da Francesco I, poi ricostruito da Maximilien de Béthune duca di Sully ed espanso dall'architetto Germain Boffrand nel XVIII secolo, divenne la sede della collezione di Paulmy, che aveva acquisito nel 1786 anche i fondi del duca de la Vallière, che però dovette vendere al conte d'Artois.
La biblioteca fu sequestrata dallo Stato durante la rivoluzione francese e molto arricchita dai proventi delle confische alle abbazie soppresse e dagli archivi della Bastiglia. Il 28 aprile 1797 divenne una biblioteca pubblica.
Nel 1824 lo scrittore Charles Nodier divenne bibliotecario, portando l'Arsenal a essere uno dei salotti letterari più rinomati dell'epoca. Durante il XIX secolo le collezioni si concentrarono sulla letteratura e tra il 1880 e il 1914 la biblioteca divenne depositaria di ogni rivista pubblicata a Parigi. Nel 1934 l'Arsenal divenne un dipartimento della Biblioteca nazionale di Francia.
La biblioteca possiede oggi circa un milione di volumi (di cui circa 150.000 antecedenti al 1880), circa 12.000 manoscritti, 100.000 stampe e 3.000 tra carte e piante. La sua politica di acquisizioni si concentra sulla letteratura francese tra XVI e XIX secolo e sulle opere connesse ai fondi già posseduti, sulla bibliofilia, sulla storia del libro e della rilegatura e sulla storia dell'edificio che la ospita e sui suoi occupanti.

## Collezioni

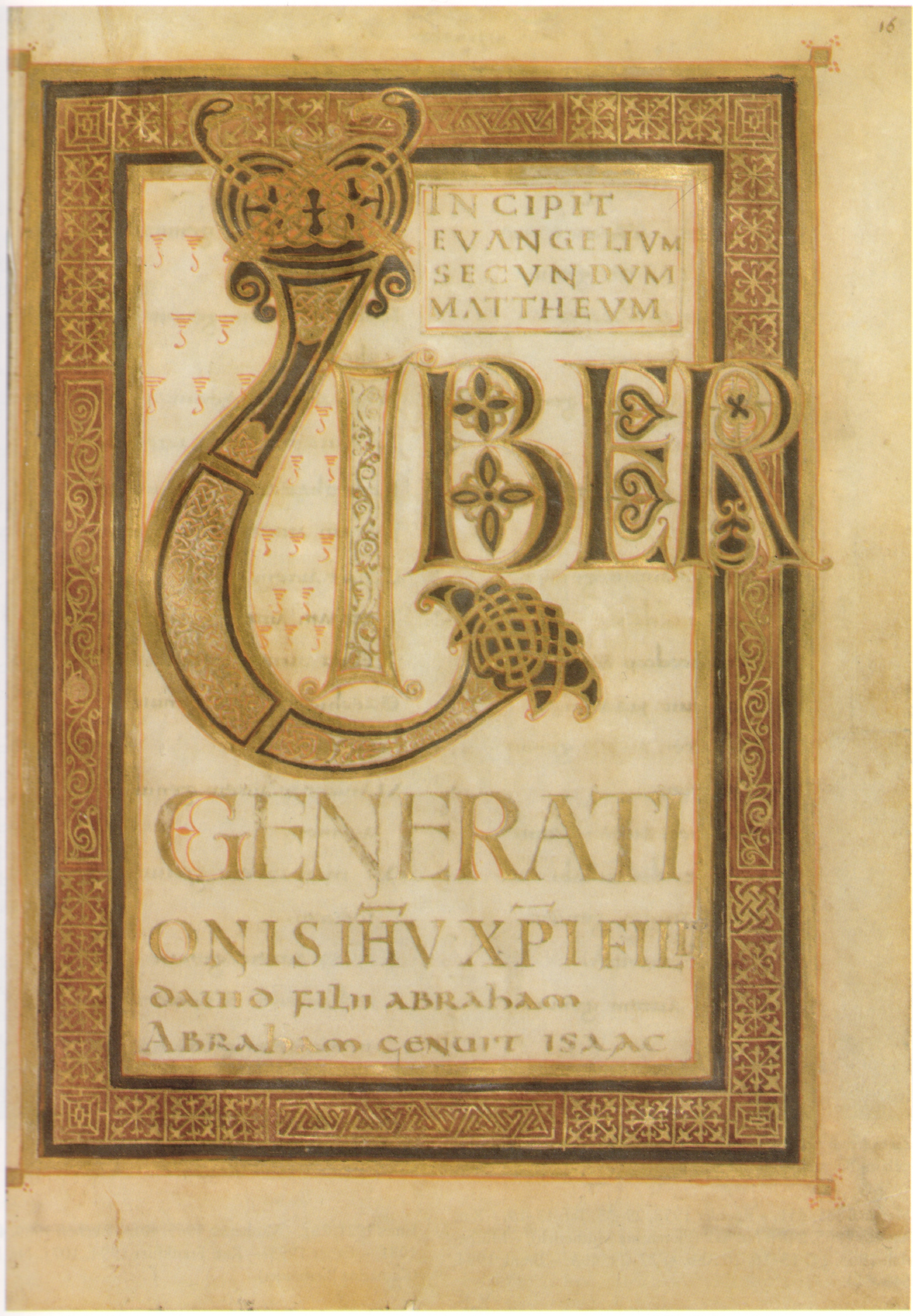
Evangeliario di Saint-Martin-des-Champs (795)

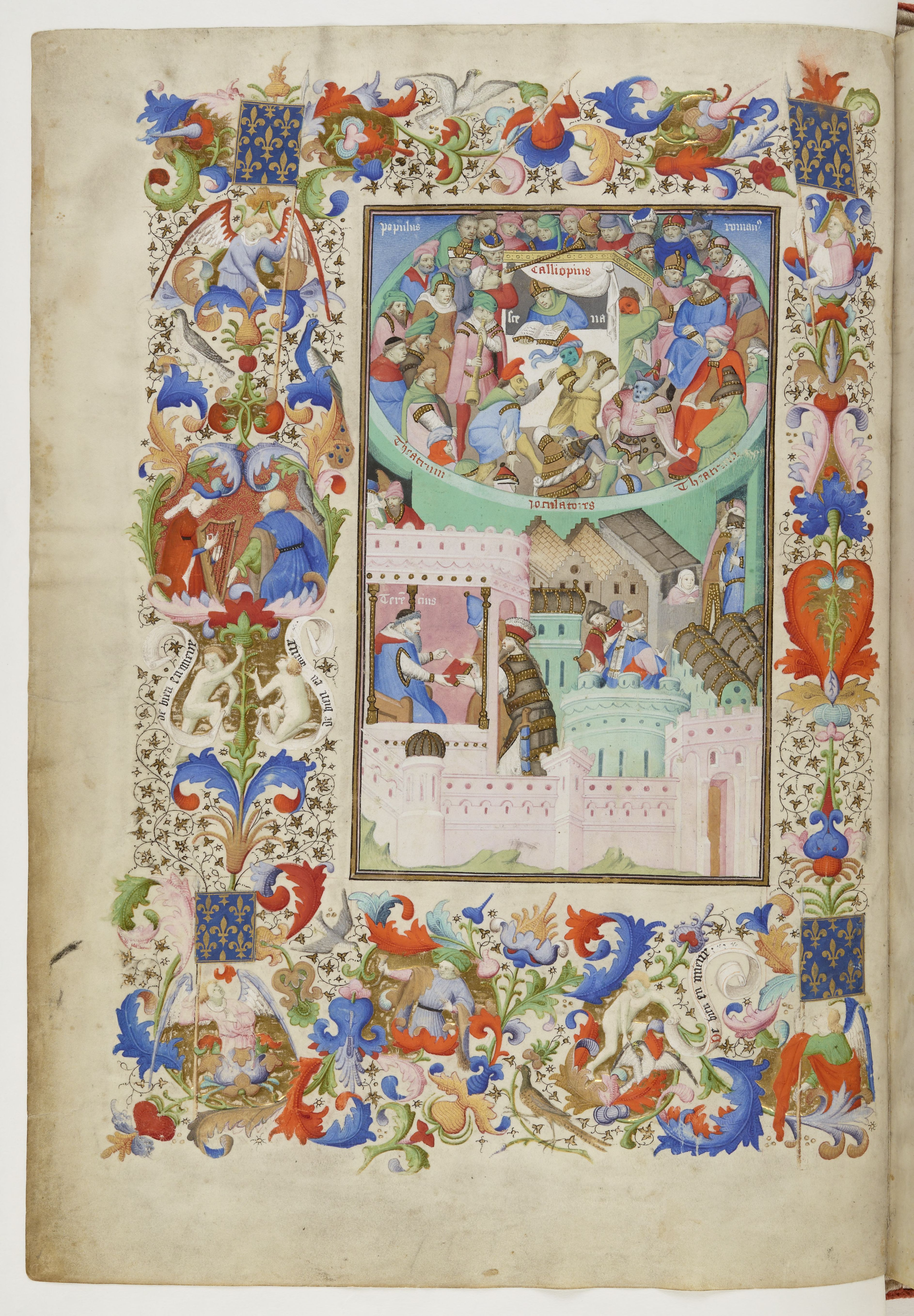
Térence des ducs (1410 circa)

- Archivi della Bastiglia: risalenti al massimo al 1660, contengono schede sui carcerati (compresa quella sul marchese de Sade e altri illustri prigionieri), gli archivi della Luogotenenza di Polizia di Parigi, la Chambre de l'Arsenal e la Chambre du Châtelet, carte private degli ufficiali della Bastiglia e parte delle carte della famiglia reale.
- Fondo Prosper Enfantin: Paul-Mathieu Laurent, noto come Laurent de l'Ardèche, discepolo del sansimonista Prosper Enfantin e bibliotecario dell'Arsenal. Nel 1865 acquisì le carte di Enfantin, fonte per la storia del Saint-Simonismo.
- Fondo Lambert: nel 1969 Pierre Lambert, libraio collezionista di oggetti collegati a Joris-Karl Huysmans, lasciò in eredità la sua collezione alla biblioteca. Essa comprende manoscritti, lettere e lavori che appartennero a Huysmans, e edizioni originali delle sue opere.
- Carte di Louis-Sébastien Mercier: Nel 1967, la biblioteca acquisì le carte di Louis-Sebastien Mercier (1740–1814), che aveva avuto grande influenza sull'evoluzione del teatro ed in particolare sul dramma realistico, e che è particolarmente noto per le sue descrizioni di Parigi. La collezione contiene documenti biografici e corrispondenza, articoli, note, i manoscritti della Nouveau Paris, le sue opere teatrali e lavori di poesia e filosofia.
- Fondo Lacroix: Paul Lacroix, noto come Bibliophile Jacob, lavorò all'Arsenale per diversi anni. Dopo la sua morte avvenuta nel 1884, la biblioteca acquisì gran parte dei suoi documenti personali, compresa la sua collezione di autografi, contenuti in lettere di scrittori, musicisti e filosofi, sia contemporanei di Lacroix che più vecchi.
- Fondo Péladan: nel 1936, l'Arsenale acquisì tutte le carte di Joséphin Péladan (1858–1918), scrittore spiritualista che era affascinato dall'occulto e nel 1891 fondò una sua chiesa. La biblioteca possiede anche documenti occulti, tra cui i manoscritti originali dell'Abramelin e del Libro della Penitenza di Adamo.
- Collezione José-Maria de Heredia: le figlie del poeta José María de Heredia, che fu bibliotecario dell'Arsenale dal 1901 alla sua morte nel 1905, diedero alla biblioteca una collezione di ritratti, manoscritti, lavori e lettere riguardanti il padre e loro stesse. una di loro, Marie de Régnier (il cui pseudonimo era Gerard d'Houville), lasciò in eredità la sua biblioteca all'Arsenale. La biblioteca è anche molto ricca di oggetti legati allo scrittore Pierre Louÿs, genero di Heredia.
- Fondo Georges Douay: Georges Douay, uomo di mondo parigino, appassionato di teatro, e compositore di canzoni e operette, raccolse una collezione (principalmente stampata) sul teatro francese dal XVI secolo all'inizio del XX, che venne lasciata in eredità all'Arsenale nel 1919.
- Stampe: la collezione di stampe comprende ritratti, caricature della Rivoluzione e della Restaurazione, una serie di piante topografiche e vedute di città e una grande serie delle scuole settecentesche italiane, tedesche e inglesi comprate da Paulmy durante i suoi viaggi in Europa.
- Carte e Piante: Paulmy acquisì una magnifica serie di piante di ricognizione militare fatte per suo zio, il conte d'Argenson, Ministro della Guerra.
- Musica: la collezione di manoscritti e stampe musicali dell'Arsenal deriva per lo più da fondi del XVIII secolo e fu per lo più assemblata da Paulmy.